# Kapitalakkumulation
Akkumulation af kapital danner grundlaget for det økonomiske system kaldet kapitalisme, hvor økonomisk aktivitet drejer sig om investering for at realisere en finansiel profit. I denne sammenhæng defineres kapital som penge eller et finansielt aktiv, der investeres med det formål at lave og ophobe (akkumulere) endnu flere penge, om det er i form af profit, rente, leje, royalties, kapitalafkast eller andre former for afkast.